# Ali Özdemir
Ali Özdemir (ur. 30 listopada 1922, zm. 22 kwietnia 2009 w Izmirze) – turecki zapaśnik walczący w stylu klasycznym. Dwukrotny olimpijczyk. Piąty w Helsinkach 1952 i odpadł w eliminacjach w Londynie 1948. Walczył w kategorii 73 – 79 kg.
Wicemistrz świata w 1950 roku.